# Fi studenter
Fi studenter är en tematisk undergrupp till Feministiskt initiativ. Fi studenters syfte är att bedriva feministisk utbildningspolitik och verka för en mer jämställd, jämlik och intersektionell miljö på landets lärosäten.  
Fi Studenter är en nationell organisation som arbetar för att samla studenters intresse för feminism. Organisationen arbetar för att främja en intersektionell feministisk politik med särskilt fokus på frågor som rör studenter och utbildningspolitik. Fi studenter återfinns på flera lärosäten, Stockholms universitet, Uppsala universitet, Lunds universitet, Linköpings universitet och Karlstads universitet. Den nationella organisationen Fi studenter har som huvudsaklig funktion att samordna och vara en kommunikationskanal mellan de olika lokalföreningarna. 